# Карбид гафния
Карби́д га́фния — бинарное неорганическое соединение металла гафния и углерода с формулой {\displaystyle {\ce {HfC}}}, бесцветные кристаллы, не растворимые в воде.
Самое тугоплавкое вещество с температурой плавления 3959 ± 84 °C, известное до мая 2020 года, когда исследователи Научно-исследовательского технологического университета (НИТУ) «МИСиС» создали ещё более тугоплавкое вещество — карбонитрид гафния.

## Получение
- Нагревание порошкообразного гафния или оксида гафния с углём (сажей):

{\displaystyle {\mathsf {Hf+C\ \xrightarrow {^{o}t} \ HfC}}}
{\displaystyle {\mathsf {HfO_{2}+3C\ \xrightarrow {^{o}t} \ HfC+2CO}}}
- Пропускание газообразной смеси хлорида гафния, метана и водорода (катализатор) над нагретой вольфрамовой проволокой:

{\displaystyle {\mathsf {HfCl_{4}+CH_{4}\ {\xrightarrow[{H_{2}}]{^{o}t}}\ HfC+4HCl}}}

## Физические свойства
- Температура плавления: 3959 ±84 °C (второе самое тугоплавкое соединение из всех известных)
- Температура кипения: 5400 °C
- Теплопроводность: 9 Вт/(м·К) (при 573 К)
- Теплопроводность: 17 Вт/(м·К) (при 1473 К)
- Плотность: 12,7 г/см3 (при 20 °C)

Карбид гафния образует жёлтые кристаллы кубической сингонии, параметры ячейки a = 0,44668 нм, Z = 4.

## Применение
- Абразив
- Компонент керамики и материалов для жаропрочных покрытий.
- Для изготовления регулирующих стержней ядерных реакторов.